# Hanna Lachert
Hanna Lachert-Pawłowska (ur. 19 marca 1927 w Warszawie, zm. 18 kwietnia 2021 tamże) – polska architektka wnętrz, projektantka mebli; jedna z najwybitniejszych projektantek polskiej sztuki użytkowej 20. stulecia.

## Życiorys

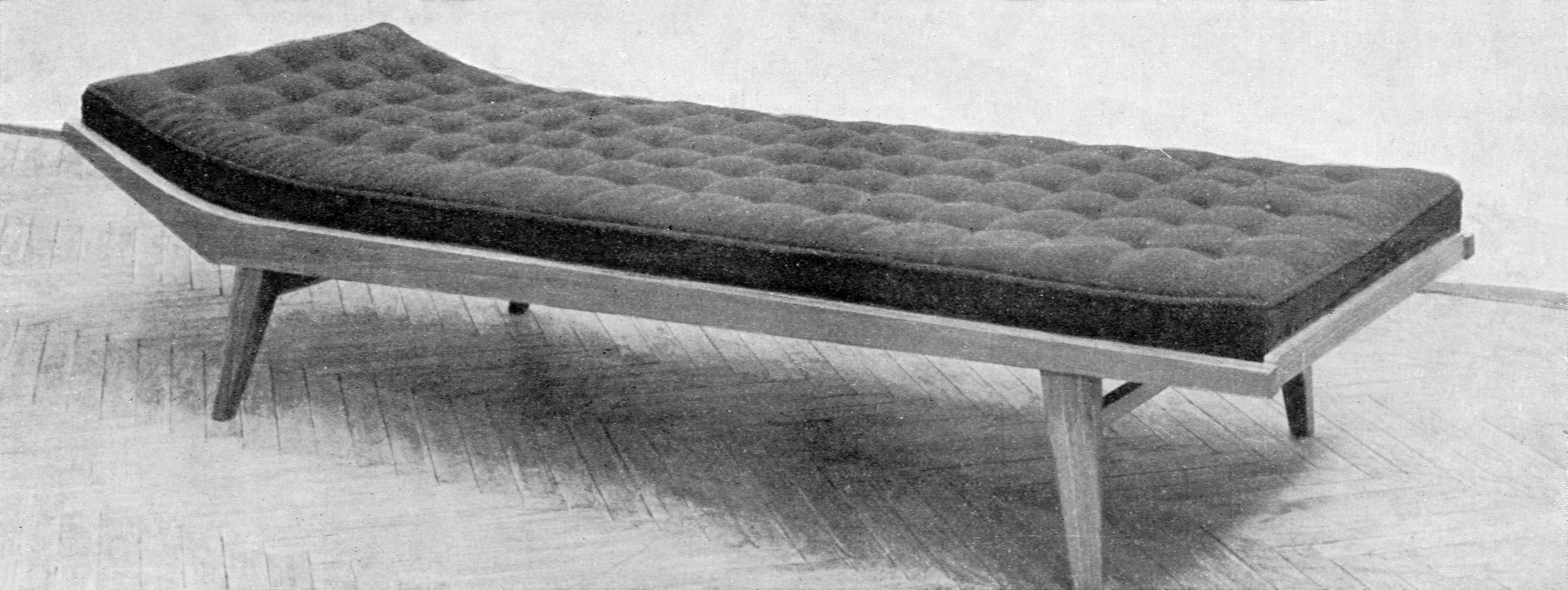
Tapczan projektu Hanny Lachert

Od 1946 studiowała na Wydziale Architektury Wnętrz na warszawskiej Akademii Sztuk Pięknych pod kierunkiem Jana Kurzątkowskiego, w 1948 rozpoczęła współpracę z Biurem Nadzoru Estetyki Produkcji (od 1950 Instytut Wzornictwa Przemysłowego). Od 1951 była projektantką w Zakładzie Meblarstwa i Drzewnym Instytutu Wzornictwa Przemysłowego, dwa lata później obroniła dyplom na ASP. W 1958 została rzeczoznawczynią w powoływanych komisjach ocen artystycznych w Centrali Przemysłu Ludowego i Artystycznego („Cepelii”), współpracowała ze Spółdzielnią Artystyczną „Ład”, Centralą Handlu Przemysłu Drzewnego i Instytutem Wzornictwa Przemysłowego.
Projektowała meble i elementy wyposażenia wnętrz, ponadto była autorką aranżacji i wyposażenia wnętrz nowo powstających obiektów m.in. sklepów, przychodni i obiektów użyteczności publicznej. Artystka zaprojektowała również hall i część socjalną Wojewódzkiej Hali Widowiskowo-Sportowej w Katowicach, hall i księgarnię w warszawskim Domu Studenckim „Mikrus”. Część projektów powstała we współpracy z Olgierdem Szlekysem i Ewą Milewską.